# 3 Andromedae
3 Andromedae (3 And), som är stjärnans Flamsteedbeteckning, är en ensam stjärna belägen i den nordvästra delen av stjärnbilden Andromeda. Den har en skenbar magnitud på 4,64 och är synlig för blotta ögat där ljusföroreningar ej förekommer. Baserat på parallaxmätning inom Hipparcosuppdraget på ca 18,0 mas, beräknas den befinna sig på ett avstånd på ca 181 ljusår (ca 56 parsek) från solen. Den rör sig närmare jorden med en heliocentrisk radiell hastighet av −35 km/s, och med en relativt stor egenrörelse, passerar den över himmelsfären med en hastighet av 0,236 bågsekunder per år.

## Egenskaper
3 Andromedae är en orange till gul jättestjärna av spektralklass K0 IIIb, där "b"-suffixet anger en lägre ljusstyrka. Den befinner sig inom röda klumpen, vilket betyder att den genererar energi genom fusion av helium i dess kärna. Den har en massa som är ca 70 procent större än solens massa, en radie som är ca 10 gånger större än solens och utsänder ca 49 gånger mera energi än solen från dess fotosfär vid en effektiv temperatur på ca 4 650 K.